# Anisakis
Anisakis é um gênero de parasitas nemátodes cujo ciclo de vida afeta peixes e mamíferos marinhos, produzindo lesões no seu tubo digestivo. São prejudiciais para os seres humanos e causam anisaquíase,o consumo de peixe infestado por Anisakis pode produzir uma reação anafilática, causada pela produção do anticorpo Imunoglobulina E (IgE).

## Ciclo de vida

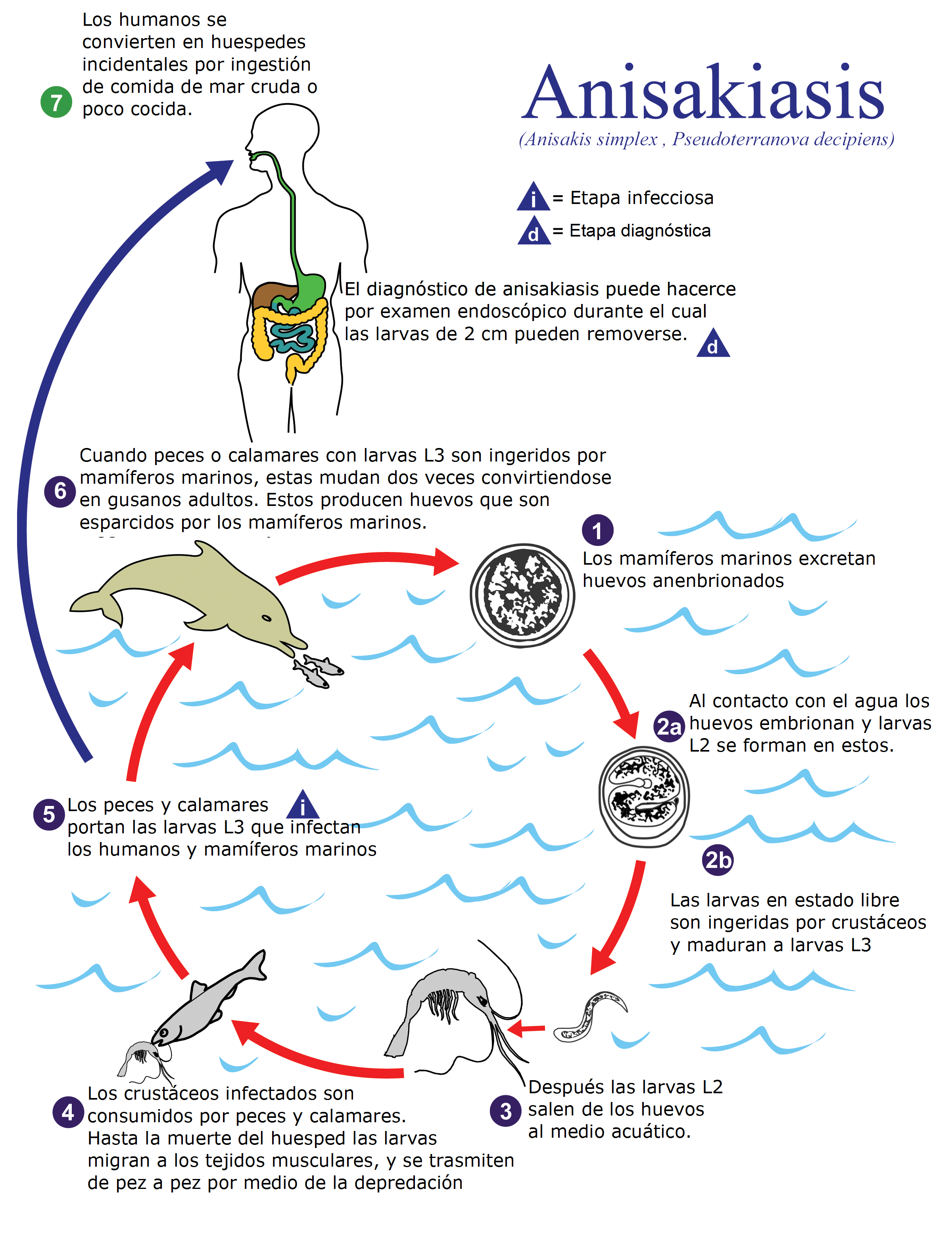
Ciclo de vida dos parasitas Anisakis.

As espécies de Anisakis têm um complexo ciclo de vida que as conduz através de vários hospedeiros ao longo da sua vida. Os ovos, depois de embrionar, eclodem na água do mar e as larvas encontram-se em estado livre. Os crustáceos alimentam-se das larvas que passam a ser do estágio L3. Estes crustáceos infetados (hospedeiros intermédios) são devorados por peixes ou cefalópodes (lula, polvo). O nemátodo aloja-se nas paredes dos intestinos deste hospedeiro paraténico (o nemátodo não amadurece) e protege-se com uma camada. O hospedeiro  paraténico podrá ser ingerido pelo hospedeiro definitivo ou por outros peixes, os quais passaraõ a ser hospedeiros paraténicos também. Normalmente encontra-se no interior das vísceras, embora ocasionalmente possa estar em outras partes como por exemplo o músculo ou debaixo da pele. O ciclo de vida completa-se quando um mamífero marinho (um cetáceo ou pinípede) se alimenta de um animal infetado. O nemátodo aloja-se no intestino do seu terceiro hospedeiro, alimenta-se, muda duas vezes mais e transforma-se em adulto que copula e desova, soltando os ovos na água do mar através das fezes do mamífero ao qual parasita.

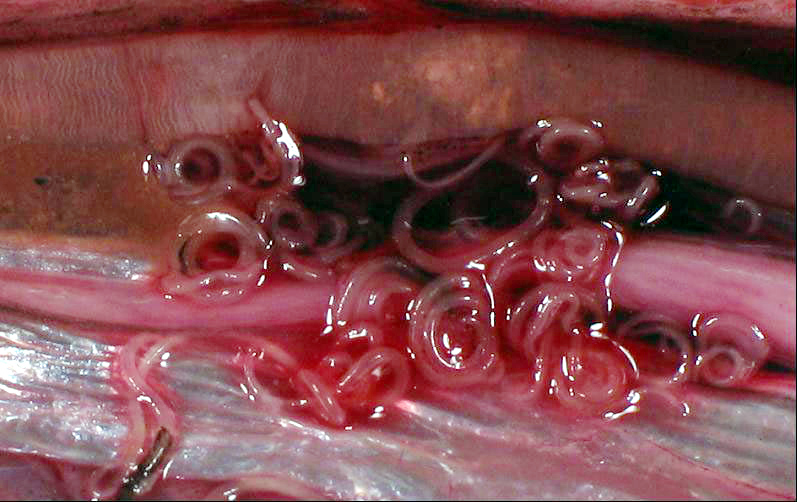
Anisakis em arenques.

Como os mamíferos marinhos são muito similares aos humanos, as espécies de Anisakis podem infestar as pessoas que comem peixe cru ou pouco cozinhado. Entre as espécies de peixe que mais frequentemente podem conter no seu tubo digestivo este parasita encontram-se a sardinha, o bacalhau, o biqueirão, o arenque, o salmão, o paloco, a pescada, a cavala, o bonito, o carapau, o tamboril, o verdinho, entre outros.
A diversidade do género tem aumentado ao longo dos últimos 20 anos, com a chegada das modernas técnicas genéticas à classificação científica das espécies. Decobriu-se que cada espécie hospedeira alberga uma espécie de Anisakis bioquímica e geneticamente identificável, que reprodutivamente se encontra isolada.

## Morfologia

Tronco de Anisakis visto por microscopia ótica de polarizadores cruzados. 100x de ampliação. A birrefringência ocorre por orientação das fibroínas proteicas componentes dos tecidos moles destes animais. Na imagem pode observar-se um espaço negro que corresponde ao aparelho digestivo do nemátodo.

Os Anisakis partilham os traços comuns a todos os nemátodos; corpo vermiforme, secção arredondada e falta de segmentação. A cavidade corporal é estreita. A boca situa-se no lado anterior, rodeada de projeções que usam para sentir e alimentar-se, com o ânus ligeiramente fora do lado posterior. A epiderme segrega una cutícula en capas que protege al cuerpo de los jugos digestivos.
Tal como todos os parasitas que têm um ciclo de vida complexo que implica vários hospedeiros, os pormenores da sua morfologia variam em função do hospedeiro e da fase vital na qual se encontram. Na fase em que infetam peixes, os Anisakis têm forma de mola. Esticados, medem cerca de 2 cm. O seu peso ronda os 2-3 mg. No hospedeiro final, os Anisakis são mais longos, mais grossos e robustos.

## Implicações para a saúde humana
Os Anisakis, por causarem a doença anisaquíase, são um risco para a saúde humana em dois sentidos: através da infeção por vermes ao comer peixe não cozinhado, e por reações alérgicas às substâncias químicas que deixam no peixe.

## Parasitas semelhantes
- Verme do bacalhau ou da foca Pseudoterranova (Phocanema, Terranova) decipiens
- Contracaecum spp.
- Hysterothylacium (Thynnascaris) spp.
- Diphyllobothrium latum